# Skålbosjön
Skålbosjön är en sjö i Ljusdals kommun i Hälsingland och ingår i Ljusnans huvudavrinningsområde. Sjön är 12 meter djup, har en yta på 0,356 kvadratkilometer och befinner sig 140 meter över havet. Sjön avvattnas av vattendraget Skrikviksån.

## Delavrinningsområde
Skålbosjön ingår i det delavrinningsområde (684763-151536) som SMHI kallar för Utloppet av Skålbosjön. Medelhöjden är 201 meter över havet och ytan är 6,34 kvadratkilometer. Räknas de 5 avrinningsområdena uppströms in blir den ackumulerade arean 24,09 kvadratkilometer. Skrikviksån som avvattnar avrinningsområdet har biflödesordning 2, vilket innebär att vattnet flödar genom totalt 2 vattendrag innan det når havet efter 109 kilometer. Avrinningsområdet består mestadels av skog (78 procent). Avrinningsområdet har 0,34 kvadratkilometer vattenytor vilket ger det en sjöprocent på 5,3 procent.